# Mani Haghighi
Pour les articles homonymes, voir Haghighi.
Mani Haghighi (en persan : مانی حقیقی), né le 4 mai 1969 à Téhéran, est un cinéaste, réalisateur, scénariste et acteur avant-gardiste iranien. C'est le petit-fils de l'auteur et cinéaste Ebrahim Golestan.

## Biographie
Mani Haghighi est le fils de Lili Golestan, traductrice et auteur iranienne, et de Ne'mat Haghighi, cameraman de cinéma,.
Il fait ses études au Appleby College, Ontario, et obtient son B.A. en philosophie, de l'Université McGill en 1991, puis une M.A. en philosophie de l'Université de Guelph en 1997 et une M.A. aux études culturelles de l'Université Trent en 2000.

## Carrière
Son  deuxième film, Kārgarān mashghul-e kārand, (Men at Work), est considéré comme une contribution précieuse au cinéma iranien ainsi qu'au cinéma mondial. C'est une comédie énigmatique qui tient de quelques extraits de Monty Python et dont les éléments essentiels se placent au même niveau que ceux de Looney Tunes. En dépit de son absurdité, Kārgarān mashghul-e kārand, semble complètement réel et raisonnable. D’une manière intéressante, ce film  prend ses racines dans une idée préconçue par Abbas Kiarostami, le cinéaste éminent iranien qui, à travers ses œuvres, a déterminé la place de son pays au sein du cinéma mondial.
Ses deux derniers longs-métrages, Le Dragon arrive ou Valley of stars (A Dragon Arrives) et Pig (Khook), ont tous deux été sélectionnés en Compétition à la Berlinale.
Pig (Khook) a également remporté l'Amphore d'Or au Festival international du film grolandais.

## Filmographie

### Réalisateur
- 2003 : Abadan
- 2006 : Kārgarān mashghul-e kārand (Men at Work)
- 2007 : Hamoon Bazha (en)
- 2007 : Canaan (Can'an)
- 2012 : Modest Reception (en) (Paziraie Sadeh)
- 2016 : Valley of Stars (Ejdeha Vared Mishavad!)[5]
- 2018 : Pig (Khook)
- 2022 : Les Ombres persanes (Substraction)

### Scénariste
- 2006 : La Fête du feu (Chaharshanbe suri) d'Asghar Farhadi

### Acteur
- 2009 : À propos d'Elly d'Asghar Farhadi
- 2019 : L'Indien de Nima Javidi : colonel Modabber